# 基隆市立武崙國民中學
基隆市安樂區武崙國民中學（英語：Keelung Municipal Wulun Junior High School），簡稱武崙國中。位於中華民國基隆市安樂區大武崙地區，鄰近武崙國小，民國86年 (西元1997年)正式掛牌招收學生，是基隆市最新的一所國民中學。

## 學校展望
基隆市立武崙國民中學校訓為「勤樸展新」，期許在校學生能夠勤勉向學、樸實負責、適度發展、發揮創新的四大精神。也是全基隆市拓展海外國際校際交流的學校之一，曾舉辦多次馬來西亞教育旅行。

## 建校緣起
大武崙地區為安樂區相當廣大的一部分，東銜接基隆市區，西銜接新北市萬里區，總共包括內寮、外寮、中崙、新崙、武崙五里。大武崙地帶原為較落沒的地區，學子從前較多就近於安樂國中、建德國中就讀；不過隨著北二高起點興工，許多建商看好大武崙地段的廣大地塊，紛紛投資，高樓林立。至今大武崙已經是安樂區的一大精華地帶，於是在大武崙地區建校成為了一件刻不容緩之事。

## 簡介
武崙國中於民國85年 (西元1996年)開始籌辦，陸續進行校地鑑界、分割、學區劃分以及校地徵收等工作。
民國86年 (西元1997年)正式掛牌招生，校長為陳文宗，但是由於校舍未完成，暫借安樂國中校舍上課。
民國86年 (西元1997年)11月1日遷入武崙國小舊校舍上課，並且陸續完成校地地質鑽探工程、環境影響評估工程、水土保持工程。
因為武崙國中的遷移，使的武崙國小也遷校至新校舍，而武崙國中的新校舍預定地就位於武崙國小新校舍後方。
民國95年 (西元2006年)5月新建校舍普通大樓ＡＢ棟及專科教室大樓ＡＢ棟完工，同年六月學校也從舊校舍地區遷至新校舍地區，目前也陸續增加設備當中，陸續完成專科教室教學設備採購等工程，提供學子的新的學習環境。
民國99年12月25日,該校十四週年校慶暨活動中心落成啟用典禮,為目前基隆市最新的校舍建築。
民國100年8月1日成立「數理資優班」，為基隆市第二所成立數理資優班之國中。每年招收小六升國一生，對象為基隆市在籍學生。

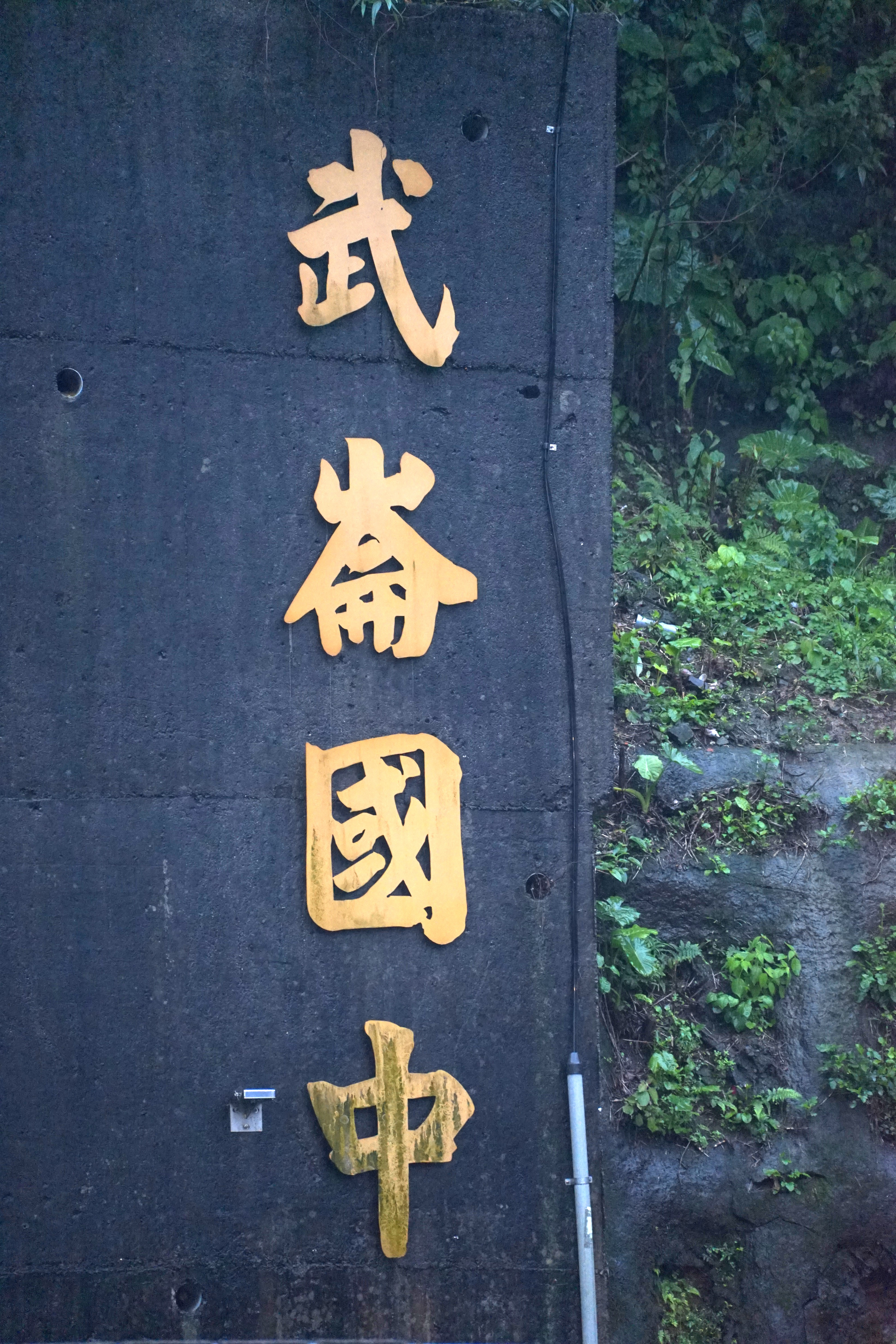
WulunJuniorHighSchool Gate

## 姊妹校
波德申中華中學。

## 土石流事件
民國99年9月24日凌晨武崙國中行政大樓後方的山壁因東北季風帶來的豪雨導致土石鬆動，引發土石流，土石衝進行政區域的辦公室，學校一片泥濘，連忙在早上10點請1065名學生撤離學校回家，同一時間也請國軍弟兄協助清理善後，希望下週一能恢復上課。
經過一番清理和修復後，雖然在隔週一已經恢復上課，但學校為了安全起見而請地質專家來檢驗，並在10月22號建立擋土牆，以防萬一。
目前已經解決。

## 大面積淹水事件
民國113年9月27日因連日豪雨以及颱風山陀兒肆虐，武崙國中教學大樓前方與山壁邊的水溝無法快速將水流排開，導致滾滾泥流沖進活動中心及地下停車場，校園眾多地區淹水，無法通行。事件發生後，校方立即動員部分學生及老師協助清理，趕在放學前將水排出外面，避免更多悲劇。同時活動中心的木製地板泡水，進行了長時間維修。
此外颱風山陀兒也造成金山、萬里一帶大面積淹水，許多農作物因此無法採收，農民損失慘重。

## 歷任校長
- 籌備時期－吳文貴校長兼籌備處主任 (1996年)
- 第一任－陳文宗校長 (1997年－2002年)
- 第二任－池麗菁校長 (2002年－2006年)
- 第三任－吳坤山校長 (2006年－2013年)
- 第四任－辜雅珍校長 (2013年－2021年)
- 第五任－陳政暉校長 (2021年-現今)

## 連結
- 武崙國中全球資訊網 （页面存档备份，存于）
- Facebook粉絲專頁 武崙國中NEWS （页面存档备份，存于）